# Nychiodes fallax
Nychiodes fallax là một loài bướm đêm trong họ Geometridae.